# رودريك ماكدونالد (سياسي)
رودريك ماكدونالد (بالإنجليزية: Roderick Macdonald) (1840 - 1894) طبيب وسياسي وقاضي اسكتلندي وبحكم عمله كقاضي ترأس إحدى قضايا التحقيق لإحدى ضحايا جرائم قتل وايت تشابل عام 1888.

## روابط خارجية
- كروفتر - العدد الثالث , الصفحة الأولى[وصلة مكسورة]